# Poecilopora anomala
Poecilopora anomala är en mossdjursart som beskrevs av William MacGillivray 1886. Poecilopora anomala ingår i släktet Poecilopora och familjen Lekythoporidae. Inga underarter finns listade i Catalogue of Life.